# Das Erbe des Zauberers
Das Erbe des Zauberers (Originaltitel: Equal Rites) ist ein Roman von Terry Pratchett aus dem Jahr 1987. Es ist der dritte Scheibenwelt-Roman und der erste, in dem Rincewind nicht der Protagonist ist. Er wurde 1989 im Heyne Verlag auf Deutsch veröffentlicht (ISBN 3-453-03451-1). Der Titel des Originals paraphrasiert die Forderung nach Gleichberechtigung (Equal Rights).
Die Geschichte führt die Figur der Oma Wetterwachs in der Scheibenwelt ein, die in etlichen späteren Romanen eine wichtige Rolle spielen wird. Eskarina Schmied, die zweite Hauptfigur dieses Romans, verschwindet dagegen nach diesem Auftritt und taucht erst 23 Scheibenweltjahre später in Das Mitternachtskleid wieder auf.

## Handlung
Wenn es um Magie geht, herrscht auf der Scheibenwelt eine klare Geschlechtertrennung: Männer werden Zauberer und Frauen werden Hexen.
Nachdem er seinen baldigen Tod vorhergesehen hat, vererbt der greise Zauberer Drum Billet traditionsgemäß seinen Zauberstab an den achten Sohn eines achten Sohnes. Leider stellt sich heraus, dass es sich bei dem Neugeborenen um ein Mädchen handelt.
Esmeralda Wetterwachs, die örtliche Hexe, lehrt Eskarina ein paar Jahre später das Hexenhandwerk. Sie muss allerdings einsehen, dass die magische Begabung des Mädchens eine andere ist und anders ausgebildet werden will. Sie meldet Eskarina für einen Studienplatz an der Unsichtbaren Universität in Ankh-Morpork an und begleitet sie. Auf dem Weg dorthin lernt Eskarina den schüchternen, stotternden, pickeligen Simon kennen, der ein paar Jahre älter ist als sie und offensichtlich ein magisches Genie. Beide wollen zur Universität, aber nur Simon wird genommen, denn Mädchen sind nicht zugelassen.
Mit List, Tücke und der Hilfe von Esme Wetterwachs kommen Eskarina und ihr Zauberstab schließlich doch in der Universität unter, wenn auch zunächst als Hausmädchen. Nachdem sie Simon aus den monströsen Kerkerdimensionen gerettet hat, wird Eskarina Schmied schließlich offiziell Studentin. Ihren Abschluss macht sie als erste Zauberin der Scheibenwelt.

## Trivia
In einem Essay schrieb Pratchett später, er habe das letzte Drittel des Buches mehr oder weniger in einem Rutsch zwischen einem Freitagabend und einem Sonntagmorgen geschrieben.